# Chess.com
Chess.com — сайт для игры в шахматы онлайн, форум, шахматная социальная сеть, а также одноимённая компания, владеющая данным сайтом. По данным Similarweb.com на 2024 год является самым популярным шахматным сайтом в мире.

## История создания
Домен chess.com был зарегистрирован в 1995 году компанией Aficionado, располагавшейся в американском штате Калифорния и занимавшейся продажей шахматного программного обеспечения под брендом Chess Mentor.
В 2005 году Эрик Аллебест и Джером «Джей» Северсон, будучи студентами Стэнфорда, выкупили этот домен и сформировали вокруг себя команду разработчиков с целью переформатировать сайт в портал для онлайн-игры в шахматы.
Обновлённый сайт был запущен в 2007 году. По замыслу создателей, он представляет собой своеобразный шахматный онлайн-дом, в котором объединены несколько функций: игра в безопасном и дружелюбном месте, поиск друзей, возможность сохранять сыгранные партии, делиться друг с другом шахматными историями, идеями, а также обучать друг друга.
В 2009 году Chess.com приобрел шахматную социальную сеть Chesspark.com, закрепившись в шахматном сообществе как один из крупнейших сайтов.

## Развитие сайта

### 2010 год
Запущено мобильное приложение Chess.com в Google Play и App Store. На тот момент оно носило название «Шахматы — Играйте и учитесь», а количество скачиваний превысило 50 миллионов. В 2022 году приложение получает новую версию.

### 2012 год
С января 2012 года на сайте проводятся так называемые «матчи смерти», ныне называемые Speed Chess Championship, в которых два заранее известных шахматиста в течение 3 часов без перерыва играют партии в блиц (по 5 минут, по 3 минуты, по 1 минуте; все с добавлением 1 секунды на ход). К участию в соревновании привлекаются сильнейшие шахматисты мира, а также шахматисты, прошедшие дополнительный отбор.

### 2013 год
В октябре 2013 года компания chess.com приобрела голландский шахматный новостной сайт chessvibes.com.

### 2014 год
На сайте впервые дебютировал турнир «Титульный вторник», как ежемесячный турнир с денежными призами, проходящий в 9 туров, в котором могли принимать участие только шахматисты, обладающие титулом ФИДЕ. С 2020 года он стал еженедельным турниром, а 20 октября 2020 года он был окончательно расширен до нынешней продолжительности в 11 раундов. С 1 февраля 2022 г. проводится каждую неделю два турнира.

### 2016 год
В январе 2016 года была запущена третья по счёту версия сайта. На сайте были представлены новые функции, включая компьютерный анализ партий, а также различные дополнительные варианты шахмат.

### 2017 год
Chess.com объявил о запуске чемпионата среди сильнейших шахматных программ, в дальнейшем объявив о создании платформы Computer Chess Championship.
В 2017 году Chess.com и международный мастер по шахматам, а также бывший член исполнительного совета Шахматной федерации США Грег Шахаде объединились для запуска «Pro Chess League» на сайте, создав первую по-настоящему глобальную онлайн-шахматную лигу, в которой принимали участие сильнейшие шахматисты планеты. В начале 2024 года Профессиональная шахматная лига была расформирована в связи с недостатком интереса и перераспределением денежных средств в другие проекты платформы.

### 2018 год
Многолетний лидер в области освещения в сети шахматных соревнований на протяжении 11 лет интернет-сайт ChessBomb.com объединился с Chess.com. С этого времени на платформе появилась возможность следить за всеми ведущими шахматными соревнованиями за доской и в сети в новом разделе сайта.
В мае 2018 года Chess.com приобрел коммерческий шахматный движок Komodo.

### 2019 год
Chess.com запустил ежегодный турнир под названием «Чемпионат мира по пуле». Четыре раза турнир выигрывал в 2019, 2020, 2022, 2023 годах американский гроссмейстер Хикару Накамура, за исключением 2021 года, в котором победу одержал французский гроссмейстер иранского происхождения Алиреза Фирузджа.

### 2020 год
В ноябре 2020 года Chess.com приобрел права на трансляцию матча за звание чемпиона мира по шахматам 2021 года, который транслировался на платформе Twitch.
Chess.com запустил турнир под названием «PogChamps», в котором принимали участие исключительно известные блогеры и стримеры, в том числе и MrBeast, XQc и другие. Турнир приобрел огромную популярность и проходит ежегодно до сих пор.

### 2022 год
Компания Play Magnus Group (PMG), основанная чемпионом мира Магнусом Карлсеном, вошла в структуру онлайн-платформы Chess.com. Сумма сделки составила 83 миллиона долларов США. В конгломерат Play Magnus Group входила серия турниров «Meltwater Champions Chess Tour», сайт для обучения шахматам Chessable, игровая платформа Chess24, сайт для обучения шахматам AimChess, приложения Play Magnus и Magnus Academy, издательство Everyman Chess, журнал New In Chess, онлайн-магазин iChess.net и сайт МГ Саймона Уильямса GingerGM. После одобрения регулирующими органами и акционерами сделка была официально завершена 16 декабря 2022 года.
В конце 2022 года сайт пересек отметку в 100 000 000 зарегистрированных пользователей.

### 2023 год
Chess.com вошел в список 100 самых влиятельных компаний 2023 года по версии журнала «Тайм».
В сентябре 2023-го компания Supercell и шахматная платформа Chess.com запустили коллаборацию в играх Clash of Clans и Clash Royale. Supercell и Chess.com сотрудничали на протяжении месяца. В рамках партнерства Supercell добавила в Clash Royale специальный режим Chess Royale, арену в шахматном стиле, новых персонажей и другой контент. В Clash of Clans тоже появился тематический контент, но его было гораздо меньше. В свою очередь на сайте Chess.com заработал игровой режим Spell Chess. Также компании провели турнир Chess Clash и активно работали со стримерами и блогерами. Они заключили контракты более чем с 15 инфлюенсерами, общая аудитория которых на YouTube, Twitch и TikTok превышает 25 млн человек.

### 2024 год
По данным Chess.com в мае количество учётных записей превышает 140 миллионов. Оно выросло на 355 % с января 2020 года. Каждый день на сайте регистрируются 150 000 новых пользователей. В мае 57 миллионов активных пользователей сайта сыграли 840 миллионов партий, что на 550 % больше, чем в январе 2020 года. Сайт занимает 114 место среди интернет-сайтов по количеству пользователей.
В марте 2024 года Chess.com вошел в список самых инновационных компаний мира по версии портала Fast Company.
В июле 2024 года Chess.com объявил о смене подхода к публичности при закрытии учётных записей, тем самым подчеркивая свое стремление бороться с читерством.

### 2025 год
В январе Chess.com запустил проект Freestyle Friday в результате сотрудничества с проектом немецкого предпринимателя Яна-Хенрика Бюттнера и Магнуса Карлсена — еженедельный блиц-турнир для шахматистов со званиями по шахматам Фишера. В турнирах новой серии, как и в титульных вторниках, применяется швейцарская система и контроль времени 3+1, призовой фонд составляет 1000 долларов США.
В апреле Chess.com сообщил, что платформа преодолела рубеж в 200 миллионов зарегистрированных пользователей. Ежедневно на платформе проводится более 20 миллионов шахматных партий, а 1,5 миллиона пользователей оформляют платную подписку.

## Экосистема сайта
По состоянию на 2024 год в экосистему компании также входят сайт ChessKid, предназначенный специально для детей, приложение «Учим шахматы с доктором Вулфом», обучающая платформа Chessable, сайты chess24 и Aimchess и приложения Play Magnus и Magnus Chess Academy.
Chessable — британский стартап по обучению шахматам. Chessable была разработана и основана специалистом по педагогической психологии и видеоиграм Дэвидом Крамали и международным мастером Джоном Бартоломью. Миссия компании: «Сделать обучение шахматам максимально увлекательным и эффективным». Платформа использует науку интервального повторения, чтобы помочь запомнить шахматные дебюты, эндшпили и многое другое с помощью технологии MoveTrainer. С Chessable сотрудничают многие известные шахматисты, такие как: Фабиано Каруана, Аниш Гири, Леви Розман и другие.
ChessKid — специальная версия сайта Chess.com, ориентированная на детей. Миссия ChessKid: «Сделать шахматы увлекательными и доступными для каждого ребёнка — в любое время и в любом месте». ChessKid позиционирует себя как платформа, на которой учителям будет просто знакомить учеников с шахматами и отслеживать их прогресс с помощью множества уроков, материалов к занятиям и решения тактики.
Chess24 — сайт для игры в шахматы онлайн, основанный в 2014 году немецким гроссмейстером Яном Густаффсоном вместе с Энрике Гузманом. 31 января 2024 года сайт и мобильные приложения chess24 прекратили свою работу. При открытии домена идет переадресация на домен сайта chess.com.
Aimchess — это пакет для обучения и аналитики на базе искусственного интеллекта, который предоставляет персонализированные рекомендации и упражнения на основе собственных игр пользователей.
Учим шахматы с доктором Вулфом (Learn Chess with Dr. Wolf) — это приложение для Android, разработанное Chess.com, которое позволяет шахматистам заниматься с виртуальным тренером, который обучает пользователя, указывает стратегические идеи и предупреждает об ошибках.

## Конфликты и скандалы

### Читерские скандалы
В 2022 году американский гроссмейстер Ханс Ниманн подал иск в федеральный суд штата Миссури против чемпиона мира Магнуса Карлсена и сервиса Chess.com. Ниманн обвинял их в клевете в свой адрес за обвинения в жульничестве, потребовав 100 миллионов долларов США. Скандал возник после игры Ниманна и Карлсена, в которой победил 19-летний шахматист, что удивило шахматное сообщество. Карлсен после игры намекнул на то, что его соперник жульничал. На следующей встрече он демонстративно сдался Ниманну на втором ходу. После второй партии Карлсен заявил, что «Я считаю, что Ниманн обманывал больше — и в последнее время чаще, чем он публично признал».
В сентябре 2023 года 14-й чемпион мира по шахматам Владимир Крамник публично заявил о нечестной игре Ханса Ниманна.
В конце 2023 года Крамник также выпустил ряд записей в своём блоге Chess.com, обвиняющих Хикару Накамуру, имеющего контракт с Chess.com, в нечестной игре. Впоследствии Крамник выложил на личном канале YouTube серию роликов о теме читерства и замалчивании реальной статистики на сайте Chess.com. В ответ на заявления Chess.com ограничил возможность чемпиона мира оставлять записи в своем блоге.
В июне 2024 года Владимир Крамник заподозрил Хосе Мартинеса в нечестной игре. Крамник вызвал перуанского гроссмейстера на живой матч, который прошёл в Мадриде. Матч получил название «Clash of Claims», а спонсировал его шахматный сайт Chess.com.

### Политические скандалы
С начала вооружённого конфликта на Украине, сайт высказался в поддержку Украины и организовал ряд сборов на её нужды. В апреле у игроков из России и Беларуси были заменены флаги на серый, содержащий при нажатии ссылку на пост о позиции Chess.com по поводу боевых действий. В этой статье сайт также поддерживает Украину и призвает власти России вывести войска. 24 апреля 2022 года, при ходатайстве Сергея Карякина, осудившего сайт за смешивание спорта с политикой, Роскомнадзор заблокировал ресурс в России.
В январе 2024 года сайт заблокировал по политическим причинам российского гроссмейстера Дениса Хисматуллина.
19 мая 2025 года Владимир Крамник подал жалобу с просьбой расследовать возможные нарушения законодательства ЕС со стороны онлайн-платформы Chess.com.

## Функциональность сайта
Сайт работает на бизнес-модели фримиум: все основные его функции предоставляются бесплатно, дополнительные возможности пользователь может получить, купив премиальный аккаунт. На данный момент на сайте доступно три вида покупки ежемесячной подписки: золотая, платиновая и бриллиантовая. Играть можно как на самом сайте, так и через приложения для Android, iOS или Windows Phone.
Пользователи могут играть в шахматы друг с другом как в режиме онлайн, так и по переписке (в русском интерфейсе — дневные или заочные шахматы). Также есть возможность играть против движка или путём голосования, когда каждый игрок из команды голосует за лучший ход, в шахматы-960 (шахматы Фишера), в шахматы до трёх шахов, в crazyhouse и т. д. Обладателям премиум-аккаунтов доступны шахматные задачи на тактику, форумы, новости, загрузки, дебютные базы. Также имеется возможность следить за трансляциями крупных шахматных турниров в режиме онлайн.
Также компания публикует статьи на шахматную тематику. К их написанию привлекаются такие известные гроссмейстеры, как Григорий Серпер, Брюс Пандольфини, Рафаэль Лейтао, Наталья Погонина и др.

## Турниры и мероприятия
На 2024 год Chess.com регулярно проводит несколько турниров под своим брендом:
- Титульный вторник;
- Freestyle Friday;
- Champions Chess Tour;
- Kids vs Stars;
- Banter Blitz;
- Pogchamps;
- Чемпионат мира по пуле;
- Чемпионат мира по гиперпуле[46];
- Чемпионат мира по решению задач;
- Чемпионат мира по шахматам Фишера;
- Чемпионат среди компьютерных программ.

### Чемпионат мира по решению задач
Чемпионат мира по решению задач 2024 года (Puzzles World Championship) — это соревнование для лучших шахматных тактиков мира. Призовой фонд PWC составляет 25 000 долларов США. На 2024 год чемпионом мира по решению задач является американский гроссмейстер Рэй Робсон, который выиграл пятый подряд титул чемпиона, побеждая в чемпионате, начиная с 2020 года.

### Чемпионат мира по шахматам Фишера
Чемпионат Chess.com по шахматам-960 — второй этап серии турниров Chess.com Community Championships, проходивший с 17 по 21 июня. Призовой фонд — 7.500$, победитель получил 2.000$. Чемпионом стал Владимир Федосеев, в финале обыгравший Дениса Лазавика.

### Чемпионат среди компьютерных программ
Чемпионат по шахматам среди компьютерных программ (Computer Chess Championship) — это постоянно проводимый турнир, в котором участвуют лучшие шахматные движки мира, такие как Stockfish, Komodo, Leela Chess Zero и другие, и менее известные шахматные программы. Движки играют как в стандартные шахматы, так и в шахматы Фишера, так и с разным контролем времени.
В ноябре 2017 года компания провела чемпионат среди десяти сильнейших шахматных программ, с призовым фондом $2500, в котором победила программа Stockfish.
В дальнейшем компания развила идею чемпионата и в августе 2018 объявила о создании платформы Chess.com Computer Chess Championship (сокр. CCCC, позже сократили до CCC). На этой платформе компьютерные программы играют без остановки. Правила чемпионата, контроль времени и состав программ-игроков формально не регламентируется и меняется от сезона к сезону. Организаторы предпочитают более короткие партии, чем в других чемпионатах (например, TCEC), и подбирают участников для оптимизации зрелищности соревнования.
С 2018 года победителем неизменно являлся шахматный движок Stockfish, являющийся одним из немногих шахматных программ с открытым исходным кодом. 9 января 2018 года один из разработчиков шахматного движка Stockfish Гэри Линскотт объявил о начале работы над проектом Leela Chess Zero. С марта 2019 года Leela Chess Zero впервые одержала победу на чемпионате мира среди шахматных программ. Впоследствии она многократно одерживала победу.

### Титульный вторник
Титульный вторник (Titled Tuesday, иногда шутливо «Tilted Tuesday») — это еженедельный призовой турнир на платформе Chess.com, который доступен только игрокам с международными званиями, проходящий в 11 туров по швейцарской системе с контролем 3+1 (блиц). Он проводится дважды каждый вторник.
С 7 апреля 2020 года титульный вторник проходит еженедельно в формате 9 туров, а 20 октября 2020 года он был окончательно расширен до нынешней продолжительности в 11 туров. С 1 февраля 2022 года Титульный вторник проходит дважды.
Призовой фонд соревнования составляет 2500 долларов США:
- 1 место — 1000$;
- 2 место — 750$;
- 3 место — 350$;
- 4 место — 200$;
- 5 место — 100$;
- Лучший результат среди женщин — 100$.

Результаты с 20 октября 2020 года по 25 января 2022 года:
| Имя                | Всего побед |
| ------------------ | ----------- |
| Хикару Накамура    | 16          |
| Джеффри Сюн        | 6           |
| Владислав Артемьев | 4           |
| Шахрияр Мамедьяров | 3           |
| Алиреза Фирузджа   | 2           |
| Рустам Хуснутдинов | 2           |
| Туан Минь Ле       | 2           |
| Алексей Сарана     | 2           |

Результаты с 1 февраля 2022 года по 2025 год (больше 5 побед):
| Имя                 | Всего побед | 2025 | 2024 |
| ------------------- | ----------- | ---- | ---- |
| Хикару Накамура     | 69          | 2    | 22   |
| Магнус Карлсен      | 25          | 0    | 13   |
| Дмитрий Андрейкин   | 18          | 0    | 2    |
| Алиреза Фирузджа    | 14          | 0    | 6    |
| Даниил Дубов        | 12          | 0    | 1    |
| Хосе Мартинес       | 11          | 1    | 2    |
| Алексей Сарана      | 11          | 0    | 4    |
| Александр Бортник   | 10          | 0    | 3    |
| Ян-Кшиштоф Дуда     | 9           | 0    | 5    |
| Джеффри Сюн         | 9           | 0    | 4    |
| Максим Вашье-Лаграв | 7           | 0    | 2    |
| Денис Лазавик       | 7           | 0    | 4    |
| Туан Минь Ле        | 6           | 0    | 2    |
| Нихал Сарин         | 6           | 0    | 1    |
| Александр Грищук    | 5           | 0    | 0    |
| Владимир Федосеев   | 5           | 0    | 0    |
| Богдан-Даньел Дьяк  | 5           | 0    | 2    |

### Freestyle Friday
Freestyle Friday — это еженедельный призовой турнир на платформе Chess.com, который доступен только игрокам с международными званиями, как и титульный вторник, проходящий в 11 туров по швейцарской системе с контролем 3+1 (блиц). Он проводится каждую пятницу. Призовой фонд соревнования составляет 1000 долларов США. В первом турнире серии победу одержал Магнус Карлсен.